# Sinus Lunicus

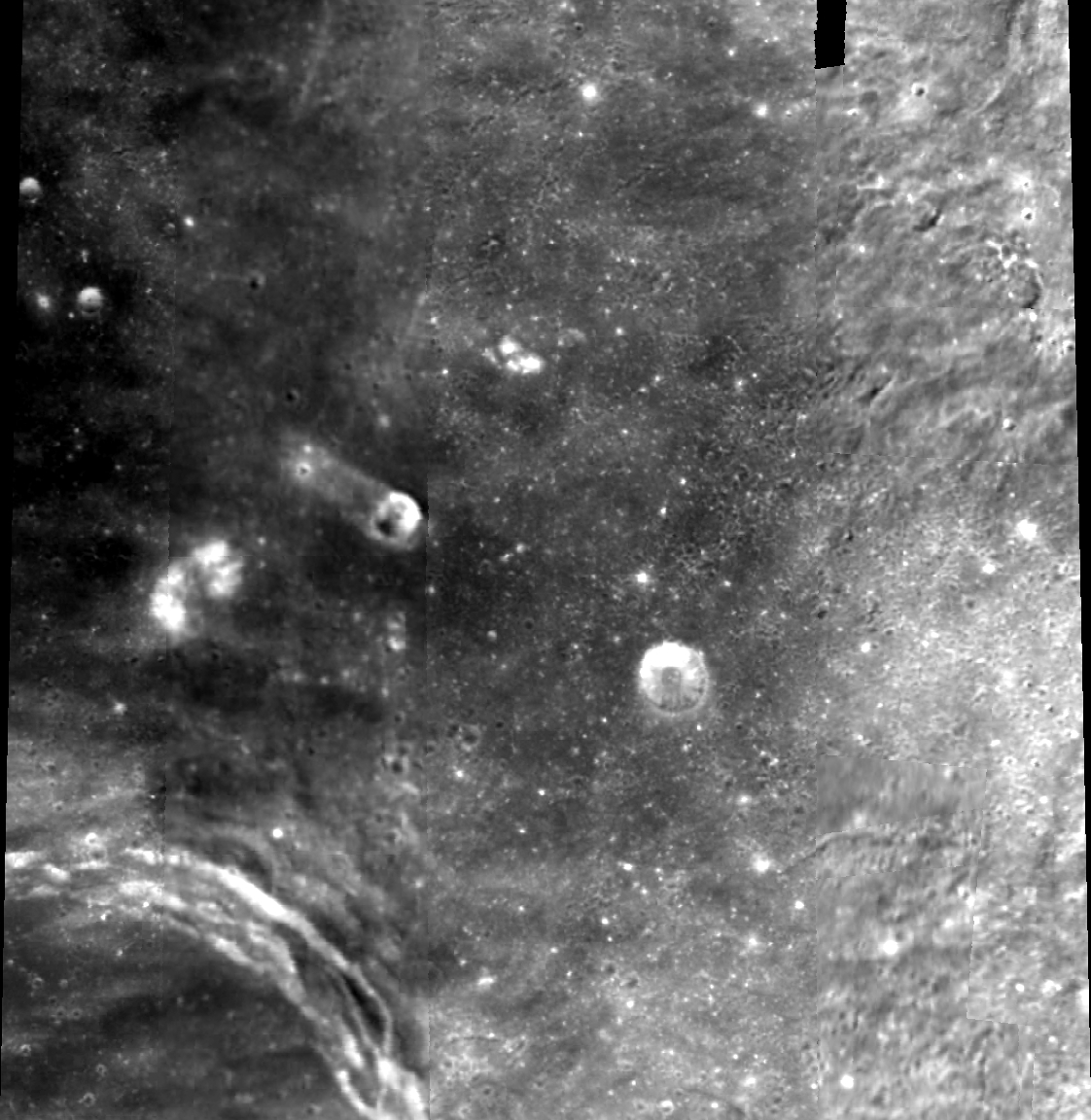
Sinus Lunicus.

Sinus Lunicus (česky Záliv Luny nebo Záliv Luníku) je výběžek Mare Imbrium (Moře dešťů) u jeho jihovýchodního okraje na přivrácené straně Měsíce. Pojmenovala jej Mezinárodní astronomická unie v roce 1970 podle sovětské kosmické sondy Luny 2, která dopadla 13. září 1959 jakožto první těleso vyrobené člověkem na Měsíc, do oblasti Mare Imbrium poblíž kráteru Autolycus. Sinus Lunicus ohraničuje trojice výrazných kráterů Autolycus (jihovýchodně), Archimedes (jihozápadně) a Aristillus (severovýchodně). Na severozápadě se vyskytuje malý řetězec pohoří Montes Spitzbergen.
Střední selenografické souřadnice zálivu jsou 32,4° S a 1,9° Z. Zálivem prochází nultý měsíční poledník.